# Tant de temps (album de Jacno)
Albums de Jacno
French paradoxe
(2002) Jacno Future
(2011)
Tant de temps est le dernier album studio de Jacno, sorti en 2006.

## Titres
Toutes les chansons sont écrites et composées par Jacno.
| 1.    | Tous ces mots-là                     | 4:18 |
| 2.    | Le Sport                             | 4:01 |
| 3.    | Tant de temps                        | 4:42 |
| 4.    | T’es mon château                     | 4:20 |
| 5.    | L’Homme de l'ombre                   | 5:00 |
| 6.    | Les amants, les clients              | 3:24 |
| 7.    | Si je te quitte                      | 3:11 |
| 8.    | Avec les yeux                        | 4:40 |
| 9.    | Baiser empoisonné                    | 5:10 |
| 10.   | Mars rendez-vous (avec Stereo Total) | 4:06 |
| 11.   | Code 68                              | 4:21 |
| 47:07 |                                      |      |

## Musiciens
- Tarik Benouarka (Programmation, batterie, percussion)
- Denis Jacno (Guitare, piano)
- Emmanuel Denis (Programmation, claviers, piano)

Et l'admirable participation de:
Stéréo Total (Françoise Cactus et Brezel Goring)(10)
- Paul Personne: Guitare solo (3,5)
- Agnès Fourtirnon: Chœurs (2,4,5,9)
- Yacine Mekaoui: Choueurs (8,9)
- Étienne Daho: Seconde voix (3)
- Pascal Mulot: Basse (9)
- Françoise Cactus: (1,2)
- Thomas Dutronc: Guitare nylon (8,9)

Code 68: Musique du film de Jean-Henri Roger "Code 68"
Enregistré et fabriqué à l'Instant "T" par Emmanuel Denis et Tarik Benouarka
Mix au studio Garage par Dominique Ledudal
Mastering: Chab (Translab, Paris)
Réalisé par Jacno
Le Sport: Clip réalisé par Antoine Carlier et Dominique Gau

## Source
- Pochette du disque